# Campylocheta flaviceps
Campylocheta flaviceps är en tvåvingeart som beskrevs av Hiroshi Shima 1985. Campylocheta flaviceps ingår i släktet Campylocheta och familjen parasitflugor. Inga underarter finns listade i Catalogue of Life.